# 배현우
배현우(1970년 11월 2일 ~)는 LG 트윈스의 전 야구 선수다. 배명고등학교를 졸업했다.

## 같이 보기
- 1991년 LG 트윈스 시즌